# Broca
Una broca és una peça metàl·lica de perforació utilitzada amb una eina mecànica anomenada trepant, filaberquí o una altra màquina afí (depenent de la seva grandària), que fent girar la broca és normalment emprada per a crear orificis o forats en diversos materials. La gran diversitat de broques, com la gran quantitat d'indústries que fan servir aquest tipus de peces, fa que hi hagi broques específiques per a usos específics. La broca consta de tres parts: punta, cos i mànec. El cos és la part helicoidal entre la punta i el mànec. El mànec és la part cilíndrica per on es subjecta la broca a un trepant o filaberquí.

## Tipus de broca
Les broques tenen diferent geometria depenent de la finalitat amb què hagin estat fabricades. Dissenyades específicament per treure material i formar, en general, un orifici o una cavitat cilíndrica, la intenció en el seu disseny inclou la velocitat amb què el material ha de ser remogut i la duresa del material i altres qualitats característiques del mateix ha de ser modificat.
Entre els tipus de broques existeixen els següents, i entre aquests, el seu infinitat de variacions:
- Broques normals helicoidals. Generalment amb pagament tubular, per a subjectar mitjançant portabroques. Existeixen nombroses varietats que es diferencien en el seu material constitutiu i tipus de material a foradar.
- Broca llarga. Usada allà on no es pot arribar amb una broca normal per trobar el punt on es vol fer el forat a l'interior d'una peça o equip.
- Broca super llarga. Emprada habitualment per foradar els murs d'habitatges a fi d'introduir cables de telèfon, per exemple.
- Broca de centrar. Broca de disseny especial utilitzada per realitzar els punts de centrat d'un eix per facilitar-ne tornejat o rectificat.
- Broca per filaberquí. Usades generalment en fusteria de fusta, per ser de molt baixes revolucions. N'hi ha de diferents diàmetres.
- Broca de paleta. Usada principalment per a fusta, per a obrir molt ràpidament forats amb filaberquí, trepant o barrina elèctric. Té un punta molt afilada, que serveix de centre i de guia, de molt poca longitud, després ve la paleta, que és la que farà el forat calibrat, d'acord amb el seu diàmetre. També se l'ha conegut com a broca d'espasa.
- Broca de trepatge profund o "d'escopeta". També coneguda com broca canó .
- Broca per excavació o trepà. Utilitzada per a la perforació de pous petrolífers i sondejos.
- Broques per a màquines de control numèric. Hi ha una gamma de broques especials de gran rendiment i precisió per a utilitzar-les en màquines de control numèric, que operen a altes velocitats de tall.

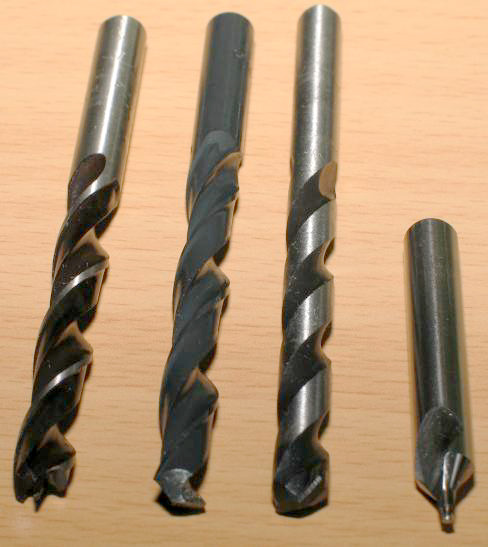
Broques helicoidals
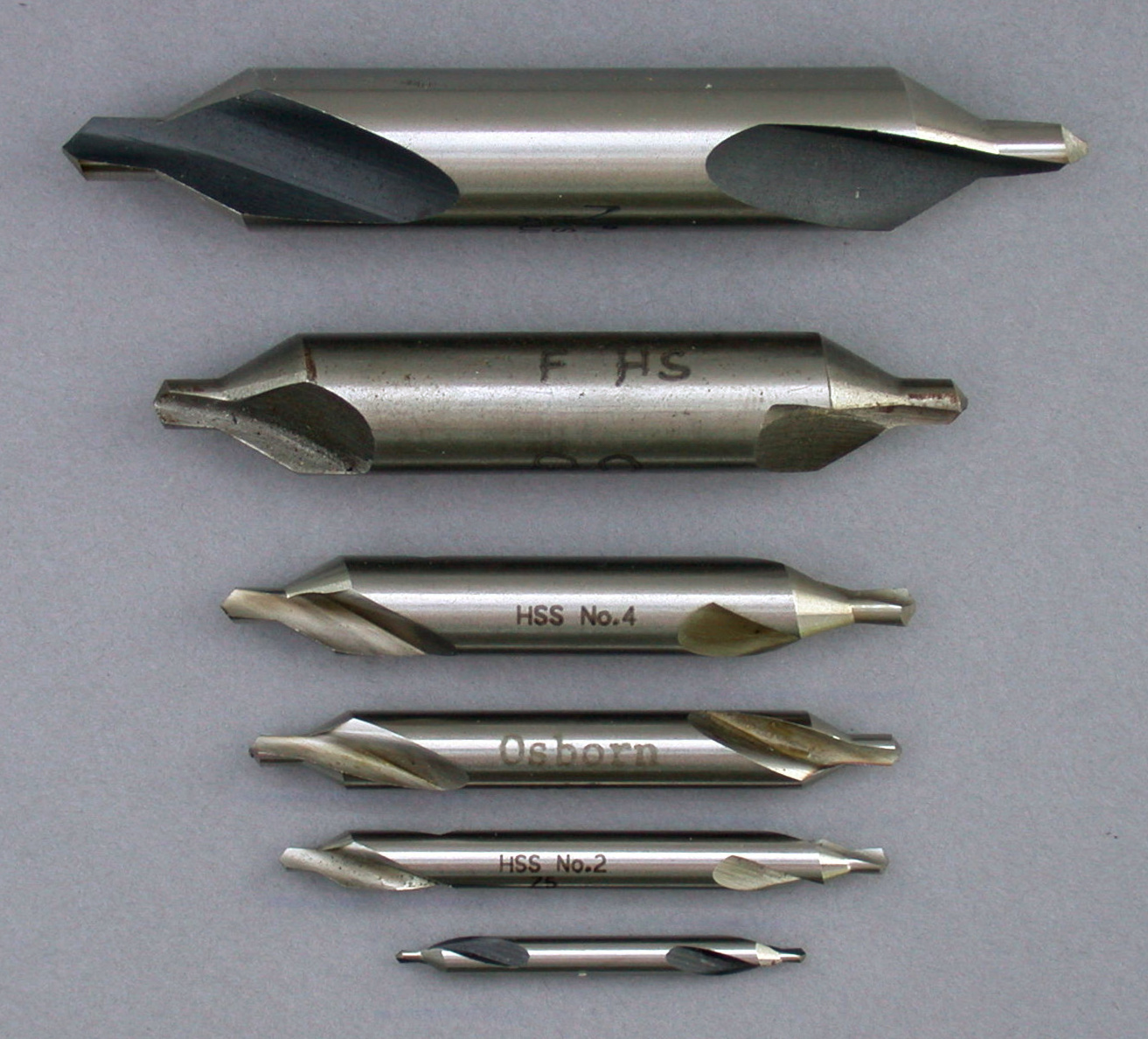
Broques de centrar
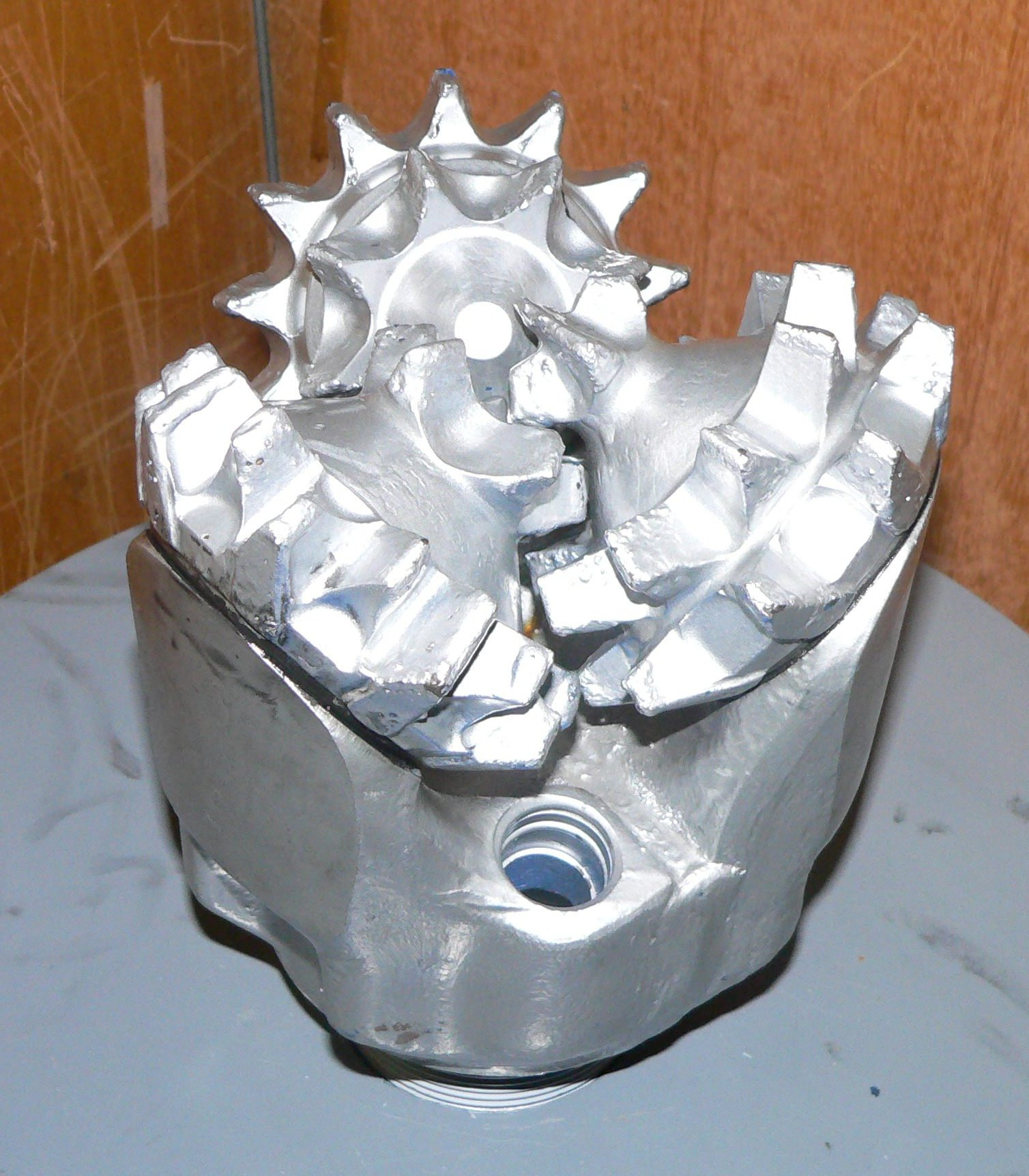
Broca d'excavació

## Elements que caracteritzen una broca
Entre algunes de les parts i generalitats comuns a la majoria de les broques estan:
1. Longitud total de la broca. Hi ha broques de longitud regular o comunament conegudes com a longitud jobber, broques extracurtes, llargues i súper-llargues. La Marca Guhring ofereix 3 sèries de broques extrallargues en xanca recte i 2 sèries de broques extrallargues en xanca cònic.
2. Longitud de tall. És la profunditat màxima que es pot trepar amb una broca i ve definida per la longitud de la part helicoidal.
3. Diàmetre de tall, que és el diàmetre de l'orifici obtingut amb la broca. Existeixen diàmetres normalitzats i també es poden fabricar broques amb diàmetres especials.
4. Diàmetre i forma del mànec. El mànec pot ser cilíndric de la mateixa mida del diàmetre de tall de la broca, o pot ser cònic en una relació aproximada de 1:19, anomenada Con Morse, en menys aplicació però existents, trobem les xanques cilindrics reduïts, que són de menor diàmetre que la broca.
5. Angle de tall. L'angle de tall normal en una broca és el de 118 °. També es pot utilitzar el de 135 °, potser menys conegut però, discutiblement, més eficient en emprar un angle obtús més ampli per al tall dels materials.
6. Nombre de llavis o flautes. La quantitat més comuna de llavis (també anomenats flautes) és dos i després quatre, encara que hi ha broques de tres flautes o broques d'una (sola i dreta), per exemple en el cas del trepatge de canó.
7. Conicitat del diàmetre : Per reduir la fricció dins del forat realitzat, l'hèlix té una petita conicitat des de la punta fins al mànec. El grau de conicitat es representa normalment per la reducció del diàmetre respecte a la longitud de l'hèlix, aproximadament, 0,04-0,1 mm. S'utilitza un valor alt per broques d'alta eficiència, el que permet el perforat de forats pròxims.
8. Profunditat dels llavis. També important ja que afecta la fortalesa de la broca.
9. Angle de l'hèlix. És variable d'unes broques a altres depenent del material que es tracti de foradar. Té com a objectiu facilitar l'evacuació de la ferritja.
10. Material constitutiu de la broca. Existeixen cinc tipus bàsics de materials:
  1. Acer al carboni, per foradar materials molt tous (fusta, plàstic, etc.)
  2. Acer ràpid HSS, per foradar acers de poca duresa.
  3. Acer al cobalt M35 amb 5% de cobalt i M42 amb 8% de cobalt.
  4. Acer ràpid sinteritzat PM HSS-E, per foradar acers d'alta aliatge, acers bonificats i de cimentació.
  5. Metall dur (Widia), per foradar foses i acers en treballs de gran rendiment. I la combinació de puntes soldades de Carbur de Tungstè en cossos de HSS.
11. Acabat de la broca. Depenent del material i ús específic de la broca, se li pot aplicar una capa de recobriment que pot ser d'òxid negre, de titani o de níquel, cobrint totalment o parcialment la broca, des del punt de tall.

## Esmolat de broques
El tall de la broca es desgasta amb l'ús i cal esmolar per recuperar la capacitat de tall de la broca.
Hi ha màquines esmoladores, utilitzades en la indústria del mecanitzat. També és possible esmolar broques a mà mitjançant petites moles, amb moles de gra fi. L'afilat manual requereix unes habilitats especials per part dels operaris per tal d'aconseguir l'angle de tall adequat en el material.

## Control de ferritja i lubricació del tall
El control de la ferritja i la lubricació i refrigeració del tall de la broca són dos factors importants en el trepat. La generació de formes i mides en l'encenall adequats, i també la seva evacuació, és fonamental per realitzar correctament qualsevol operació de trepanació, especialment quan les condicions de tall són molt elevades i s'utilitzen broques de metall dur. Les màquines i eines de trepatge modernes permeten una gran eficàcia en aquest sentit en aplicar el fluid de tall internament a través de forats pel refrigerant de la mateixa eina. La formació de l'encenall està determinada pel material de la peça, la geometria de l'eina, la velocitat de tall, l'avanç i el fluid de tall que s'utilitzi.

## Fonaments tecnològics del trepatge
En el trepatge hi ha quatre paràmetres clau:
1. Velocitat de tall {\displaystyle ~(V_{c})}. Es defineix com la velocitat lineal a la perifèria de la broca. La seva elecció ve determinada pel material de la broca, el tipus de material a foradar i les característiques de la màquina. Una alta velocitat de tall permet realitzar el mecanitzat en menys temps però accelera el desgast de la broca.
2. Velocitat de rotació {\displaystyle ~(N)} de la broca, normalment expressada en revolucions per minut. Es calcula a partir de la velocitat de tall i del diàmetre de la broca.
3. Avanç {\displaystyle ~(F)}, definit com la velocitat de penetració de la broca en el material. Es pot expressar de dues maneres: bé com mil·límetres de penetració per revolució de la broca, o bé com mil·límetres de penetració per minut de treball
4. Temps de trepatge {\displaystyle ~(T)}. És el temps que triga la broca a perforar un forat, incloent la longitud d'acostament inicial de la broca.

Aquests quatre paràmetres estan relacionats per les fórmules següents:
{\displaystyle V_{c}\ \mathrm {(m/minut)} \ =\ {\frac {N\ \mathrm {(rpm)} \ \times \ 3,14\ \times \ \mathrm {Di{\grave {a}}metre\ (mm)} }{1000}}}
{\displaystyle F\ \mathrm {(mm/minut)} \ =\ N\ \mathrm {(rpm)} \ \times F\ \mathrm {(mm/revoluci{\acute {o}})} }
{\displaystyle T\ \mathrm {(minuts)} \ =\ {\frac {\mathrm {Longitud\ d'\ apropament\ (mm)+Longitud\ a\ foradar\ (mm)} }{F\ \mathrm {(mm/minut)} }}}
Generalment, la velocitat de tall òptima de cada broca i l'avanç de trepatge estan indicats en el catàleg del fabricant o, si no, en els promptuaris tècnics de mecanitzat.

## Abast de les broques en la indústria, arts i ciències

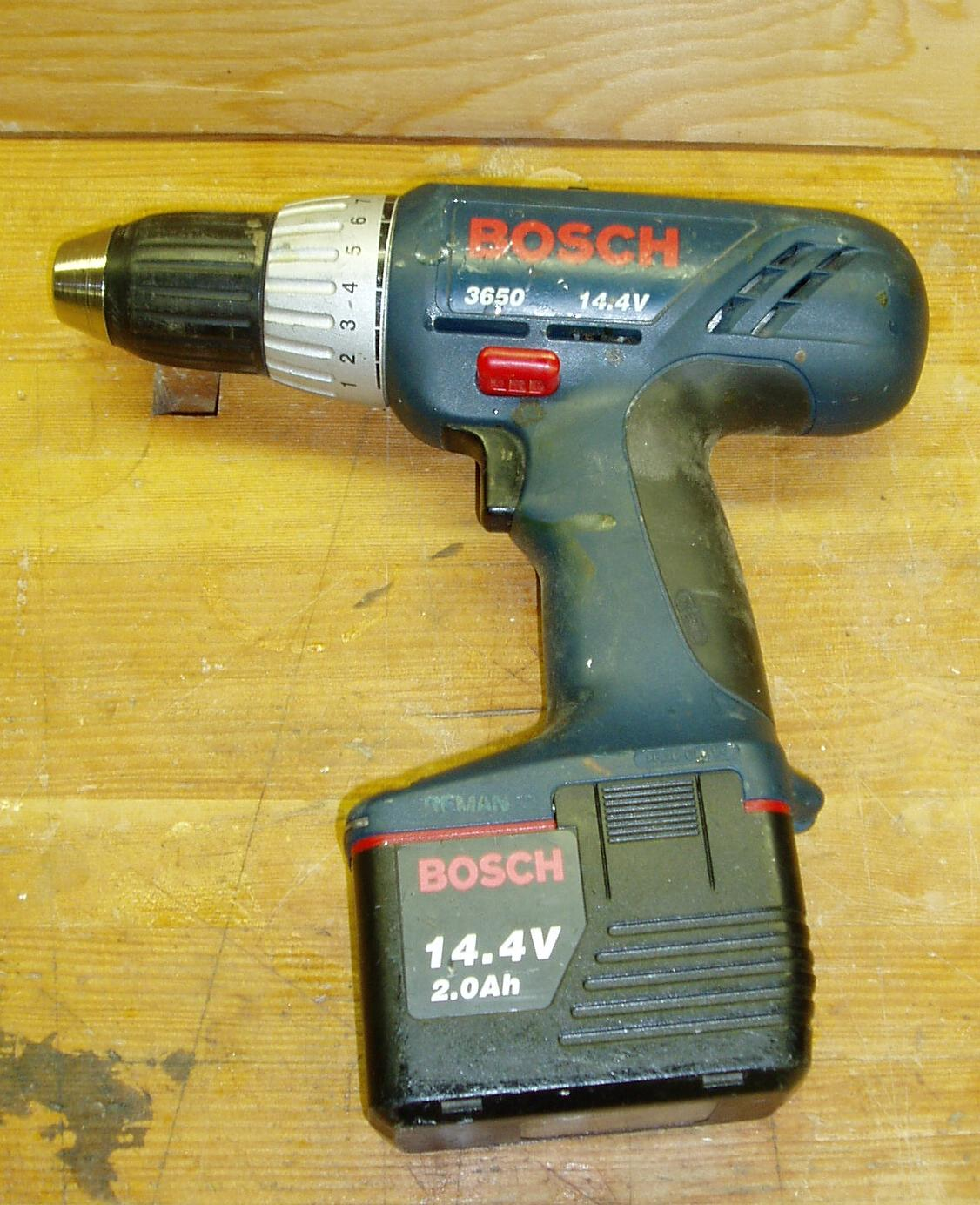
Un trepant elèctric portàtil (marca Bosch) es pot emprar efectivament amb broques.

- Terrestre, anomenada comunament tricons
- Indústria de la manufactura
- Indústria de la fusteria
- Indústria de la construcció
- Indústria automotriu
- Aeronàutica
- Ciències forestals
- Topologia
- Ortopèdia
- Arts aplicades i artesanies

## Broques en el comerç
Per projectes petits i individuals, les broques d'algun mida s'arriben a trobar al mercat en forma individual, empaquetades en parells o en majors nombres. També s'ofereixen en jocs de diferents mides i quantitats. En el comerç, són fabricades i ofertes a la venda per una varietat de marques registrades. Moltes ferreteries venen broques normals de mides populars. Per a projectes grans o especialitzats, es poden aconseguir a través de distribuïdors i per catàlegs.

## Broca Forstner

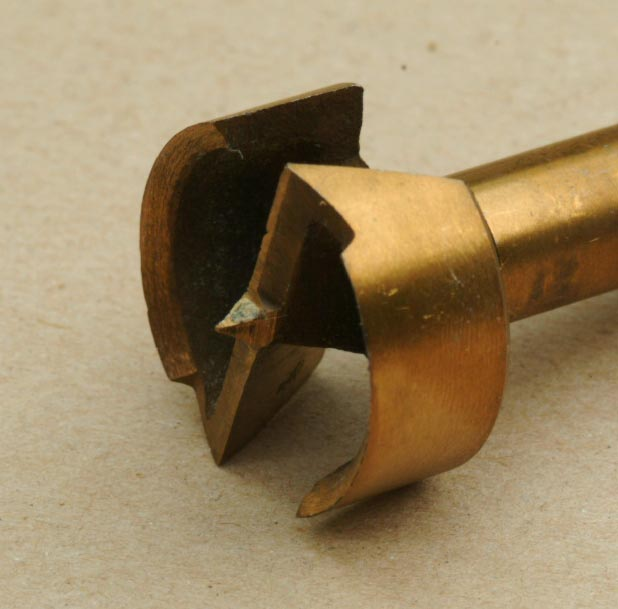
Fresa Forstner

Les freses o broques Forstner, porten el nom del seu inventor, Benjamin Forstner i, permeten fer orificis precisos de fons pla en fusta, amb qualsevol orientació pel que fa a la fibra de la fusta. Poden tallar a la vora d'un bloc de fusta i poden tallar forats superposats. A causa del fons pla de l'orifici, són útils per perforar xapes ja enganxades per afegir una incrustació. Requereixen una gran força per empènyer contra el material, pel que normalment es fan servir en premses de trepant o torns en lloc de trepants de mà, és a dir, a diferència de la majoria dels altres tipus de broques, no són pràctiques per utilitzar com a eines manuals.
La broca inclou un punt central que el guia al llarg del tall (que talla el fons pla del forat). El tall cilíndric al voltant del perímetre talla les fibres de fusta a la vora del forat i també ajuda a guiar la broca cap al material amb més precisió. L'eina de la imatge té un total de dos talls en aquest cilindre. Les broques Forstner tenen vores de tall radials per deixar pla el material en el fons del forat. La broca de la imatge té dues vores radials. Altres dissenys poden tenir-ne més. Les broques Forstner no tenen mecanisme per eliminar els encenalls de l'orifici i, per tant, s'han d'extreure periòdicament.